# Diores seiugatus
Diores seiugatus är en spindelart som beskrevs av Rudy Jocqué 1986. Diores seiugatus ingår i släktet Diores och familjen Zodariidae. Inga underarter finns listade i Catalogue of Life.